# Själstuga
Själstuga är en by i Skogs socken, Söderhamns kommun, södra Hälsingland. Byn uppstod genom att ett välkänt rastställe, Sälohus, fanns på platsen redan på 1000-talet, där fattiga vandrare och uttröttade färdomän kunde söka skydd. Ärkebiskop Nils Allesson utfärdade ett pergamentsbrev 1302 där han avdelar mark på 1 mils omkrets runt den kyrkoägda själastugan. Var själastugan låg är inte känt.
Flera av Staffanssägnerna berättar att det var i Själstuga som Hälsinglands apostel den helige Staffan somnade in efter att ha attackerats på sin färd genom landskapet.